# Michael Edwards (acteur)
Pour les articles homonymes, voir Michael Edwards et Edwards.
Michael Edwards, né le 24 novembre 1944  à Castro Valley (Californie), est un acteur et un mannequin américain.

## Filmographie
- 2021 : Skynet
- 1996 : Les Dessous de Palm Beach (Silk Stalkings) (épisode Compulsion) : Digger
- 1996 : The Sweeper : Ramirez
- 1993 : Frasier (épisode Selling Out) : Almond
- 1992 : Beverly Hills 90210 (épisode The Kindness of Strangers) : Grip
- 1991 : Terminator 2 : Le Jugement dernier : Général John Connor adulte
- 1982 : The Day the Bubble Burst (téléfilm)
- 1981 : Maman très chère : Ted Gelber